# Franz Brünnow
Franz Friedrich Ernst Brünnow, född 18 november 1821, död 20 augusti 1891, var en tysk astronom, far till Rudolf Ernst Brünnow.
Brünnow var assistent vid observatoriet i Berlin 1851, direktör för observatoriet i Ann Arbor 1854, Royal Astronomer på Irland 1866–74. 
Brünnow sysslade med undersökningar över småplaneter samt med parallaxbestämningar, men är mest bekant för sin mycket använda Lehrbuch der sphærischen Astronomie (1851, flera senare upplagor).
Asteroiden 6807 Brünnow är uppkallad efter honom.